# Kräftskiva

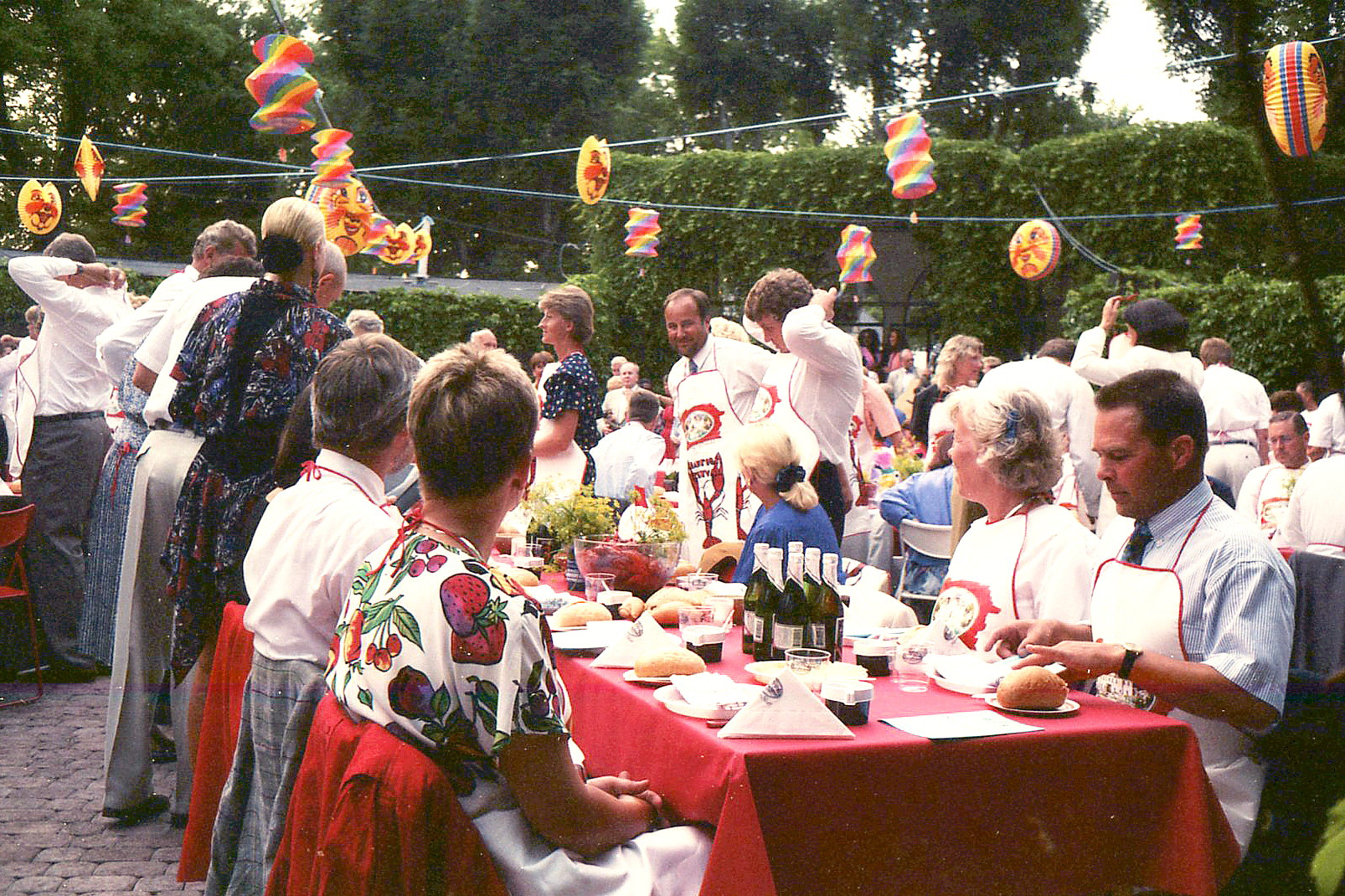
Kräftskiva hos "kräftkungen" Olle Hartwig på Häringe slott 1991.

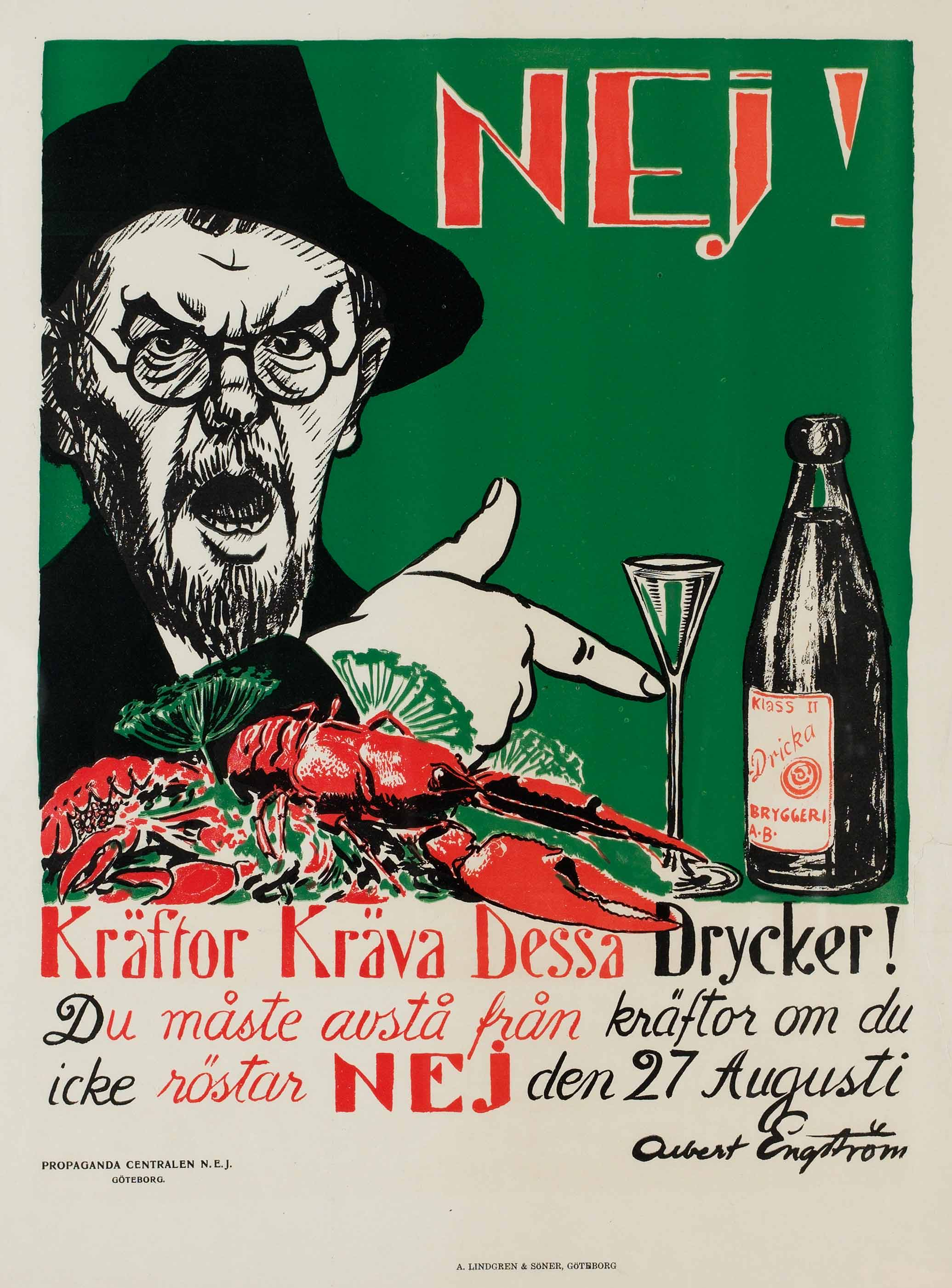
Albert Engströms affisch från 1922.

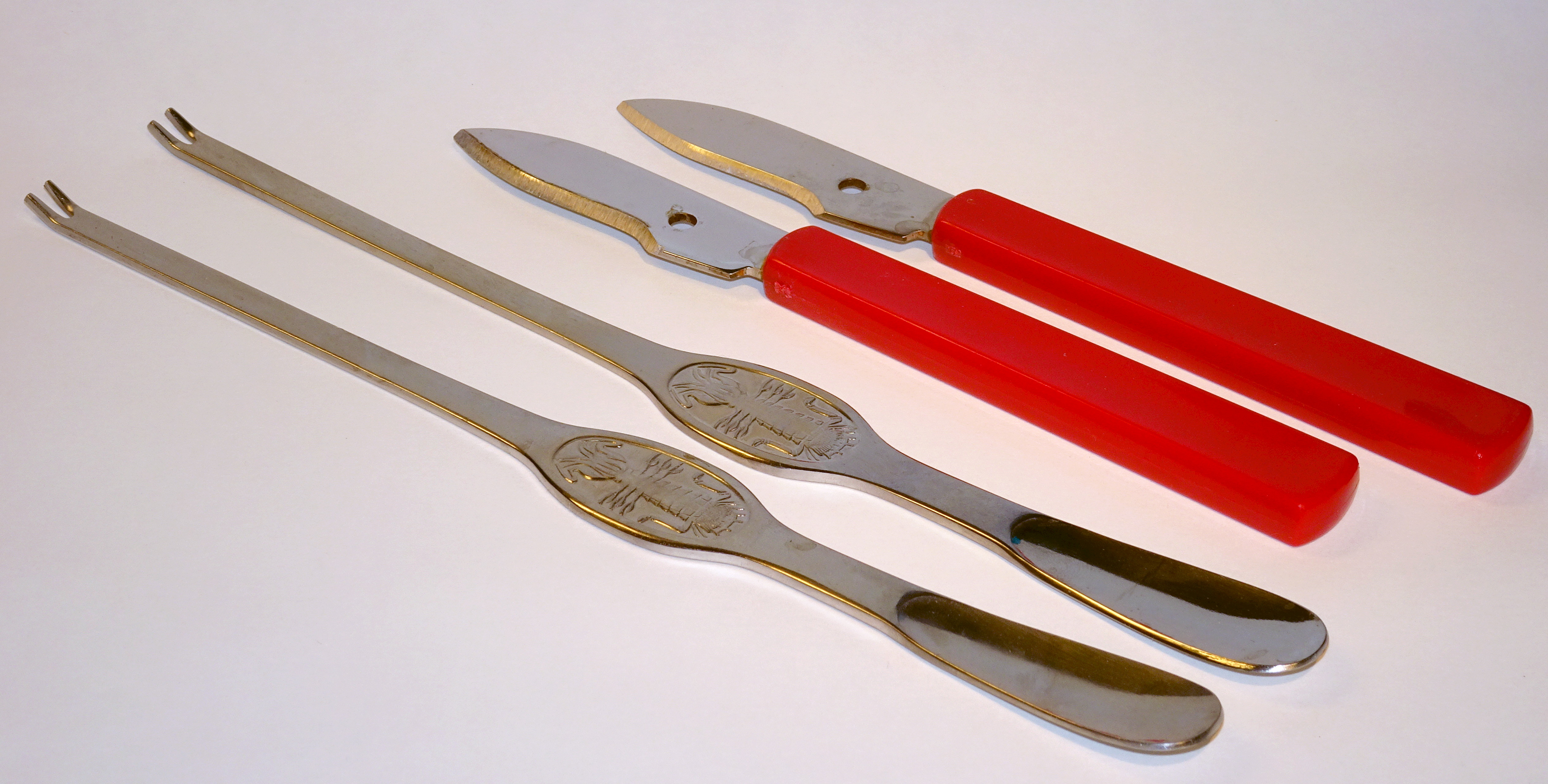
Kräftknivar och kräftgafflar.

Kräftskiva, kräftkalas eller kräftfest är en traditionell svensk fest i samband med kräftfiskesäsongen under sensommaren och tidiga hösten. Kräftskivor förekommer även i Finland, främst bland landets finlandssvenska befolkning. I Norge börjar också kräftfiskesäsongen i augusti, och där kallas kräftskiva "krepselag".

## Etymologi
Begreppet kräftskiva förekom första gången i Sverige i Dagens Nyheter 1931. Ordet "skiva" syftar här på bordsskiva, ett bord dukat med mat och dryckesvaror.

## Historik
Ända sedan medeltiden har man förtärt kräftor i Sverige. Traditionen kom troligen från Centraleuropa. Från 1500-talet och framåt blev kräftan festmat för kungligheter. Första gången kräftor omnämns i skrift i Sverige var 1562 i ett brev från Erik XIV till fogden på Nyköpingshus. Där krävde kungen att man skulle skaffa fram så många kräftor som möjligt inför hans syster Annas bröllop. Man vet även att kung Erik odlade kräftor i de vattenfyllda vallgravarna runt Kalmar slott. På den tiden serverades kräftorna inte hela och kalla, utan de var varma då de var huvudingrediens i olika sorters färser och stuvningar.
I Cajsa Wargs kokbok från 1700-talet finns recept på hur man lagar kräftkaka, kräftkorv och stuvade rudor med kräftstjärtar. Först mot slutet av 1800-talet etablerades kräftätandet i samband med kräftfisket där man serverade kokta kräftor varma, direkt från grytan, eller kalla och hela. Det skedde ofta i samband med ”kräftsupen” som var ett festligt sätt att ta farväl av sommaren och välkomna den annalkande hösten.

## Kräftpest och kräftimport
År 1907 spreds sjukdomen kräftpest i Sverige. Detta ledde till att flera populationer flodkräftor dog. Man började därför i slutet av 1960-talet att importera kräftor från länder som Turkiet, Spanien och Kina. Importen från Turkiet inleddes på 1960-talet av bland andra Olle Hartwig AB som sålde kräftor under produktnamnet Pandalus (pandalus är ett släkte av kräftdjur). Företaget har även en omfattande verksamhet i Kina.
Den stora importen bidrog till att kräftor blev alltmer lättillgängliga och billigare. Detta kan ses som början för den traditionella svenska kräftskivan. Inledningsvis var det vanligare att den övre klassen firade denna fest, men på 1960-talet blev det vanligare bland alla samhällsklasser i Sverige. År 2006 importerades över 2 500 ton kräftor till Sverige. Huvudexportörer är Turkiet, Spanien och Kina, där Kina dominerar sedan 2011. Från Kina kom 2 000 ton enbart år 2009 till landet.

## Kräftpremiären
Den ökande konsumtionen av kräftor i slutet av 1800-talet ledde till utfiskning som framtvingade en lagstadgad begränsning för kräftfisket med ett speciellt premiärdatum som sattes den 7 augusti klockan 17. År 1982 ändrades tidpunkten för kräftfisket till klockan 17 den första onsdagen i augusti. Lagen avskaffades 1994. Numera kan man köpa frysta kräftor året om, men många håller fortfarande på traditionen att inte äta kräftor före kräftpremiären.

## Kräftkalas i folkomröstning
Då man 1922 röstade om ett rusdrycksförbud i Sverige användes kräftorna som propaganda på en affisch av Albert Engström för nej-sidan, alltså "nej" till ett rusdrycksförbud, med motiveringen "Nej! Kräftor Kräva Dessa Drycker!".

## Förtäring, tillbehör och underhållning
Huvudrätten utgörs av hela kräftor kokade i en lag bestående av vatten, salt, socker, eventuellt öl, och framför allt rikligt med dillkronor. I stora delar av Sverige äts flodkräfta respektive signalkräfta som båda blir intensivt röda i färgen under kokning. På västkusten äts vanligtvis havskräfta. Vanligaste redskap vid kräftätandet består av en kräftkniv och en skaldjursgaffel. Det lilla hålet i kräftknivens knivblad är till för att bryta klospetsen för att komma åt kloköttet.
Vanliga tillbehör vid kräftskivan är baguette, knäckebröd och kryddad ost samt ibland västerbottenpaj. Vanliga drycker är brännvin, öl och sockerdricka. Till brännvinet sjungs ofta snapsvisor där Helan går är den mest kända. Klädsel förknippad med kräftskivan är kräfthattar och haklappar, förkläden eller servetter med kräftmotiv. Stearinljus och lanternor förknippas också med kräftskivor.

## Bilder
Några bilder som illustrerar kräftans väg från mjärden till bordet.

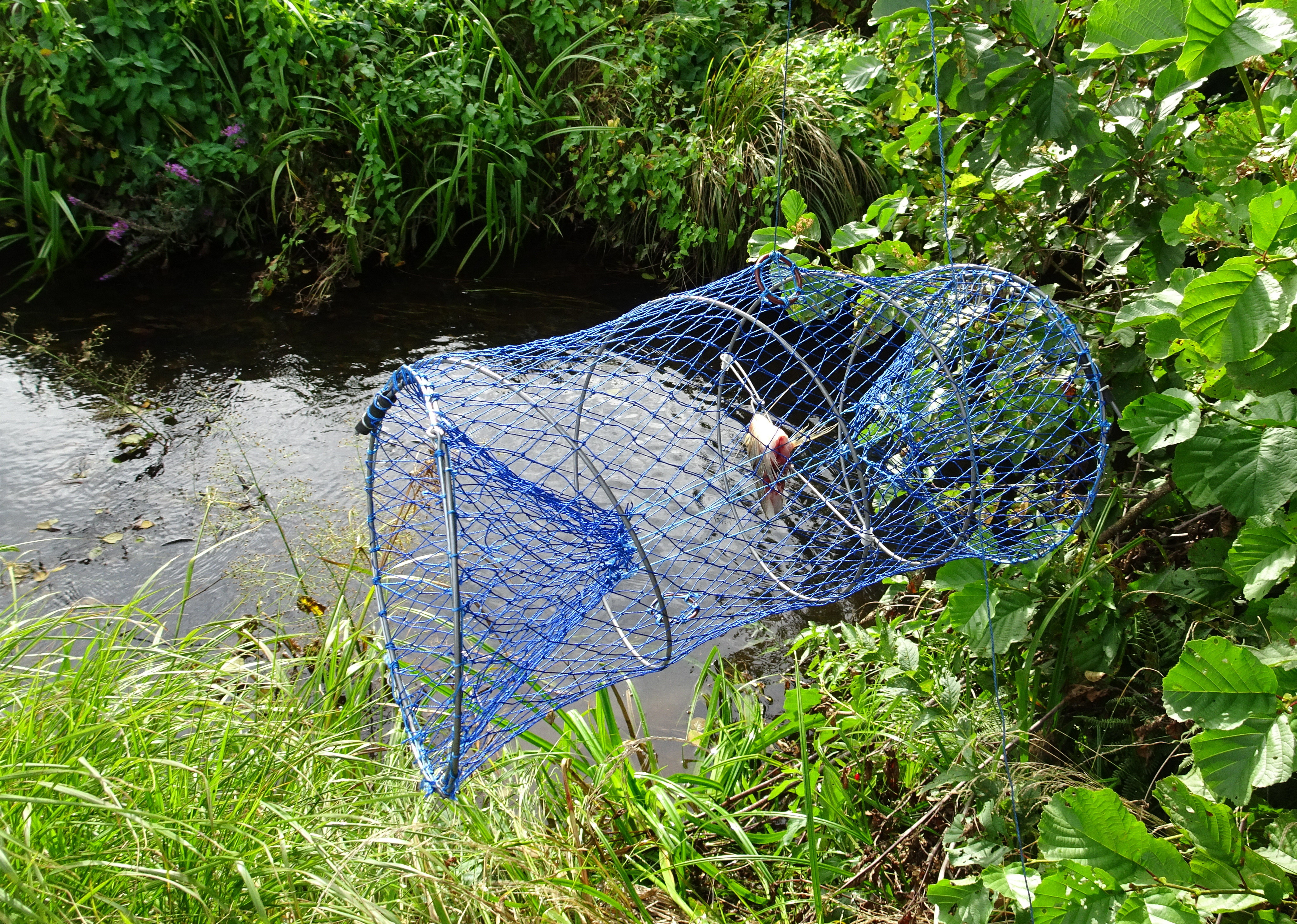
Mjärden med bete sätts ut.
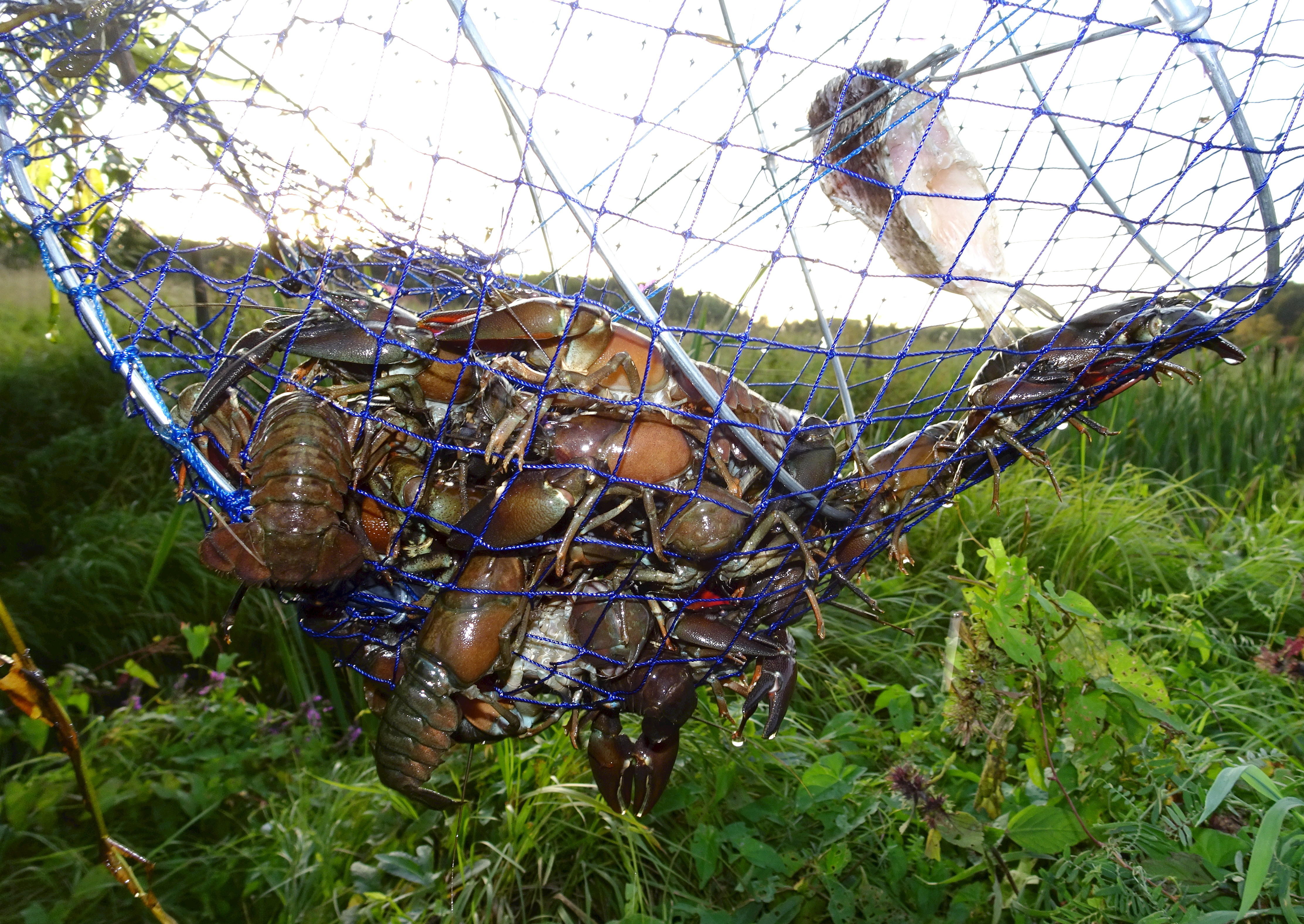
Fångade kräftor i mjärden.
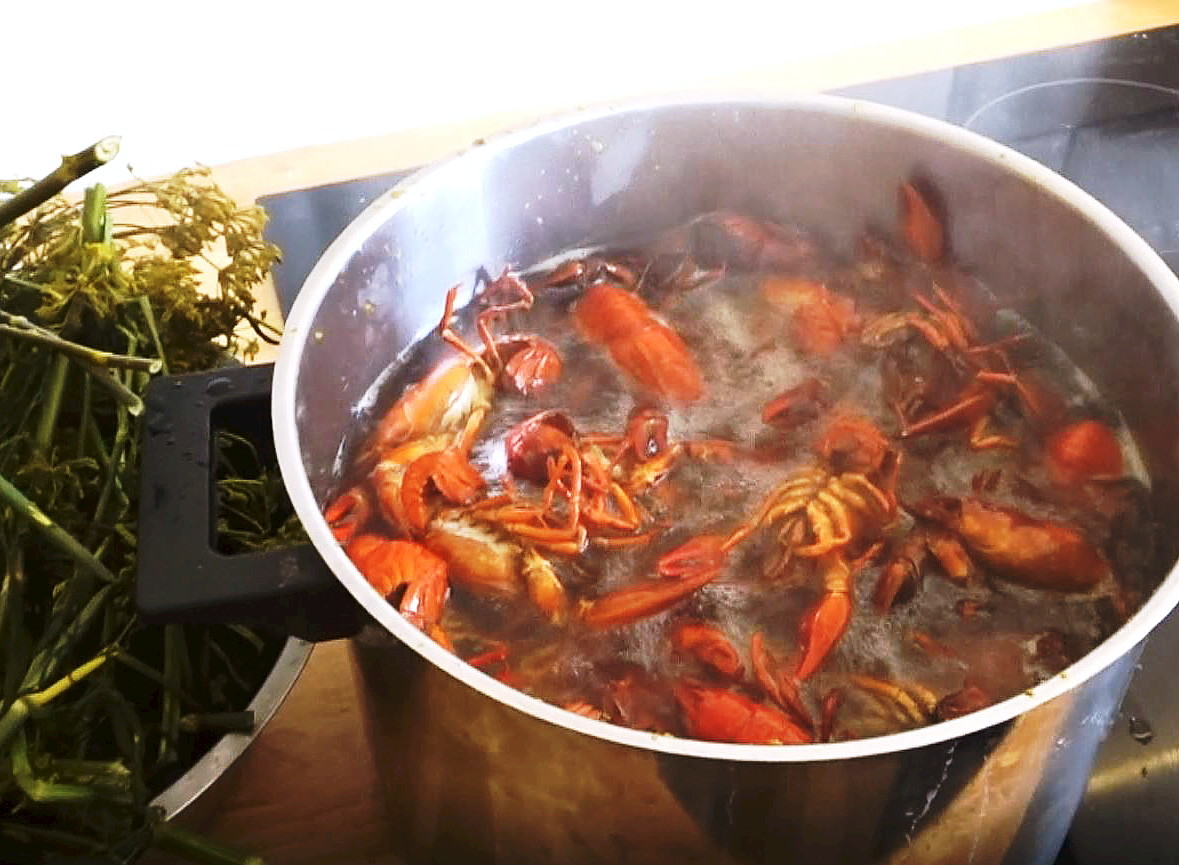
Kokning i dill och salt.
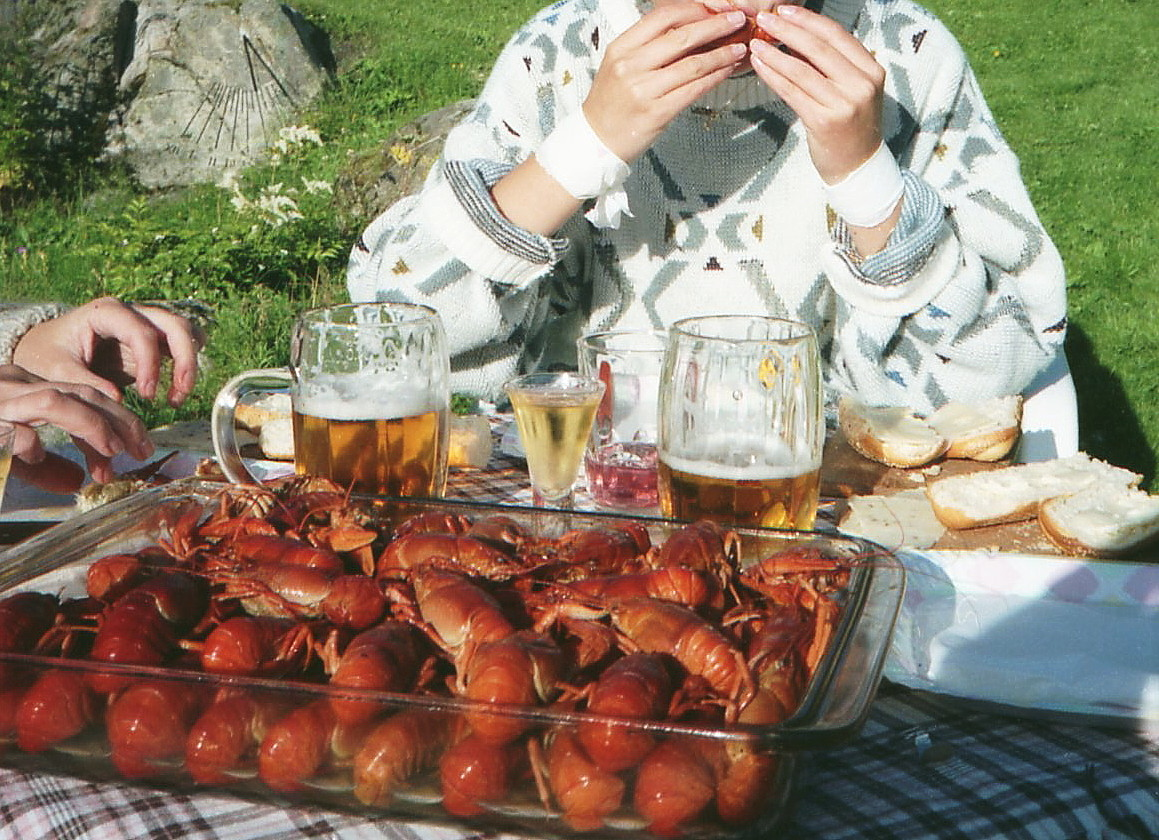
Förtäring.

## Spanien
I Herrera de Pisuerga i provinsen Palencia, firas kräftfestivalen Festival Nacional de Exaltación del Cangrejo de Río den första söndagen i augusti sedan 1972 och vissa år har en "svensk middag" inspirerad av en svensk kräftskiva anordnats. Med anledning av firandet av den första "svenska middagen" deltog festivalens sekreterare samt chefen för kanslihuset vid svenska ambassaden i Spanien, Eva Boix.

## Referenser

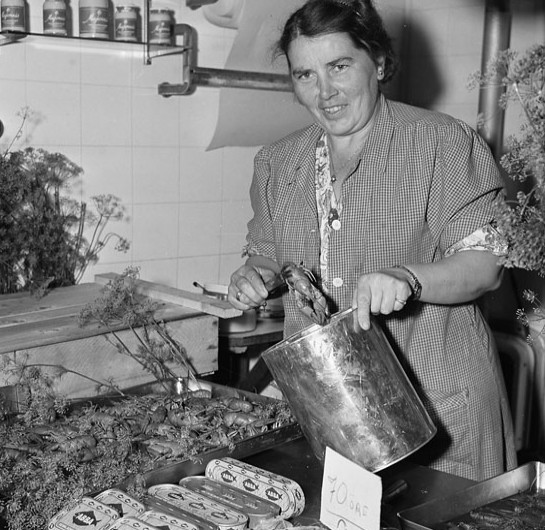
Försäljning av kräftor inför kräftpremiären den 8 augusti 1950.